# Hanburia parviflora
Hanburia parviflora là một loài thực vật có hoa trong họ Cucurbitaceae. Loài này được Donn. Sm. mô tả khoa học đầu tiên năm 1888.